# 럭키 블루 스미스
럭키 블루 스미스(Lucky Blue Smith, 1998년 6월 4일 ~ )는 미국의 모델이다.